# Sri Bandung (Banyuasin III)
Sri Bandung is een bestuurslaag in het regentschap Banyuasin van de provincie Zuid-Sumatra, Indonesië. Sri Bandung telt 848 inwoners (volkstelling 2010).